# Meghan Beesley
Meghan Beesley (ur. 15 listopada 1989) – brytyjska lekkoatletka specjalizująca się w biegu na 400 metrów przez płotki.
Brązowa medalistka Gimnazjady w sztafecie szwedzkiej (2006). Podczas juniorskich mistrzostw Europy w 2007 była szósta w biegu płotkarskim, a reprezentacyjna sztafeta 4 x 400 metrów z Beesley w składzie sięgnęła po srebrny medal. Rok później zdobyła brąz na rozegranych w Bydgoszczy mistrzostwach świata juniorów. Na młodzieżowych mistrzostwach Europy (2009) dotarła do półfinału. W 2010 brała udział w igrzyskach Wspólnoty Narodów zajmując indywidualnie siódme miejsce oraz zdobywając z koleżankami z reprezentacji Anglii srebro w biegu rozstawnym 4 × 400 metrów. Brązowa medalistka mistrzostw Europy do lat 23 z 2011. Brązowa medalistka halowego światowego czempionatu oraz mistrzostw kontynentu (2018).
8 lipca 2006 w Birmingham ustanowiła rekord Europy kadetek w biegu na 300 metrów przez płotki – 41,41. Medalistka mistrzostw kraju (w różnych konkurencjach) w kategorii juniorów, młodzieżowców oraz seniorek.
Rekord życiowy w biegu na 400 metrów przez płotki: 54,52 (23 sierpnia 2015, Pekin).

## Osiągnięcia
| Rok  | Impreza                                 | Miejsce    | Konkurencja                | Pozycja    | Wynik   | Reprezentacja |
| ---- | --------------------------------------- | ---------- | -------------------------- | ---------- | ------- | ------------- |
| 2006 | Gimnazjada                              | Saloniki   | sztafeta szwedzka          | 3. miejsce | 2:10,02 | GBR           |
| 2007 | Mistrzostwa Europy juniorów             | Hengelo    | bieg na 400 m przez płotki | 6. miejsce | 58,76   | GBR           |
| 2007 | Mistrzostwa Europy juniorów             | Hengelo    | sztafeta 4 × 400 m         | 2. miejsce | 3:37,29 | GBR           |
| 2008 | Mistrzostwa świata juniorów             | Bydgoszcz  | bieg na 400 m przez płotki | 3. miejsce | 57,08   | GBR           |
| 2009 | Młodzieżowe mistrzostwa Europy          | Kowno      | bieg na 400 m przez płotki | półfinał   | 57,32   | GBR           |
| 2010 | Igrzyska Wspólnoty Narodów              | Nowe Delhi | bieg na 400 m przez płotki | 7. miejsce | 58,36   | ENG           |
| 2010 | Igrzyska Wspólnoty Narodów              | Nowe Delhi | sztafeta 4 × 400 m         | 2. miejsce | 3:29,51 | ENG           |
| 2011 | Młodzieżowe mistrzostwa Europy          | Ostrawa    | bieg na 400 m przez płotki | 3. miejsce | 55,69   | GBR           |
| 2011 | Uniwersjada                             | Shenzhen   | bieg na 400 m przez płotki | 8. miejsce | 59,21   | GBR           |
| 2011 | Uniwersjada                             | Shenzhen   | sztafeta 4 × 400 m         | 3. miejsce | 3:33,09 | GBR           |
| 2012 | Mistrzostwa Europy                      | Helsinki   | bieg na 400 m przez płotki | półfinał   | 57,32   | GBR           |
| 2013 | Mistrzostwa świata                      | Moskwa     | bieg na 400 m przez płotki | półfinał   | 54,97   | GBR           |
| 2015 | Mistrzostwa świata                      | Pekin      | bieg na 400 m przez płotki | półfinał   | 55,41   | GBR           |
| 2015 | Superliga drużynowych mistrzostw Europy | Czeboksary | sztafeta 4 × 400 m         | 6. miejsce | 3:30,01 | GBR           |
| 2017 | Mistrzostwa świata                      | Londyn     | bieg na 400 m przez płotki | półfinał   | 56,61   | GBR           |
| 2018 | Halowe mistrzostwa świata               | Birmingham | sztafeta 4 × 400 m         | 3. miejsce | 3:29,38 | GBR           |
| 2018 | Igrzyska Wspólnoty Narodów              | Gold Coast | bieg na 400 m przez płotki | eliminacje | 56,41   | ENG           |
| 2018 | Mistrzostwa Europy                      | Berlin     | bieg na 400 m przez płotki | 3. miejsce | 55,31   | GBR           |
| 2018 | Puchar interkontynentalny               | Ostrawa    | bieg na 400 m przez płotki | 4. miejsce | 55,58   | GBR           |
| 2019 | Superliga drużynowych mistrzostw Europy | Bydgoszcz  | bieg na 400 m przez płotki | 6. miejsce | 56,46   | GBR           |
| 2019 | Mecz Europa – USA                       | Mińsk      | bieg na 400 m przez płotki | 3. miejsce | 55,49   | GBR           |
| 2019 | Mistrzostwa świata                      | Doha       | bieg na 400 m przez płotki | półfinał   | 56,89   | GBR           |
| 2021 | Igrzyska olimpijskie                    | Tokio      | bieg na 400 m przez płotki | eliminacje | 55,91   | GBR           |